# Saison 2019-2020 de la LHO
 (juin 2022).
Si vous disposez d'ouvrages ou d'articles de référence ou si vous connaissez des sites web de qualité traitant du thème abordé ici, merci de compléter l'article en donnant les références utiles à sa vérifiabilité et en les liant à la section « Notes et références ».
Saison précédente Saison suivante
La saison 2019-2020 est la 40e saison de hockey sur glace de la Ligue de hockey de l'Ontario (LHO). Le 12 mars 2020, la ligue annonce la suspension des activités hockey en raison de la pandémie de COVID-19 au Canada. Six jours plus tard, le reste de la saison régulière est annulé. Le 23 mars, la ligue décide d'annuler les séries éliminatoires.

## Saison régulière

### Association de l'Est
| Clt   | Équipe                 | PJ | V  | D  | DP | DF | BP  | BC  | Pts |
| ----- | ---------------------- | -- | -- | -- | -- | -- | --- | --- | --- |
| +001, | 67's d'Ottawa          | 62 | 50 | 11 | 0  | 1  | 296 | 164 | 101 |
| +002, | Petes de Peterborough  | 62 | 37 | 21 | 2  | 2  | 250 | 198 | 78  |
| +003, | Generals d'Oshawa      | 62 | 31 | 20 | 6  | 5  | 229 | 227 | 73  |
| +004, | Bulldogs de Hamilton   | 62 | 24 | 30 | 7  | 1  | 235 | 267 | 56  |
| +005, | Frontenacs de Kingston | 62 | 19 | 39 | 2  | 2  | 198 | 285 | 42  |

| Clt   | Équipe                    | PJ | V  | D  | DP | DF | BP  | BC  | Pts |
| ----- | ------------------------- | -- | -- | -- | -- | -- | --- | --- | --- |
| +001, | Wolves de Sudbury         | 63 | 34 | 27 | 1  | 1  | 259 | 240 | 70  |
| +002, | Colts de Barrie           | 63 | 29 | 28 | 4  | 2  | 220 | 261 | 64  |
| +003, | Steelheads de Mississauga | 61 | 27 | 29 | 4  | 1  | 223 | 227 | 59  |
| +004, | IceDogs de Niagara        | 63 | 18 | 39 | 5  | 1  | 194 | 320 | 42  |
| +005, | Battalion de North Bay    | 62 | 17 | 41 | 4  | 0  | 189 | 314 | 38  |

- En gras : champion d'association
- En italique : qualifié pour les séries éliminatoires

### Association de l'Ouest
| Clt   | Équipe               | PJ | V  | D  | DP | DF | BP  | BC  | Pts |
| ----- | -------------------- | -- | -- | -- | -- | -- | --- | --- | --- |
| +001, | Knights de London    | 62 | 45 | 15 | 1  | 1  | 265 | 187 | 92  |
| +002, | Rangers de Kitchener | 63 | 40 | 16 | 5  | 2  | 264 | 213 | 87  |
| +003, | Storm de Guelph      | 63 | 32 | 23 | 3  | 5  | 218 | 209 | 72  |
| +004, | Attack d'Owen Sound  | 62 | 30 | 24 | 4  | 4  | 235 | 207 | 68  |
| +005, | Otters d'Érié        | 63 | 26 | 26 | 4  | 7  | 229 | 236 | 63  |

| Clt   | Équipe                           | PJ | V  | D  | DP | DF | BP  | BC  | Pts |
| ----- | -------------------------------- | -- | -- | -- | -- | -- | --- | --- | --- |
| +001, | Spirit de Saginaw                | 62 | 41 | 16 | 3  | 2  | 289 | 225 | 87  |
| +002, | Firebirds de Flint               | 63 | 40 | 21 | 1  | 1  | 274 | 243 | 82  |
| +003, | Spitfires de Windsor             | 62 | 34 | 20 | 8  | 0  | 256 | 233 | 76  |
| +004, | Greyhounds de Sault-Sainte-Marie | 64 | 29 | 31 | 3  | 1  | 253 | 257 | 62  |
| +005, | Sting de Sarnia                  | 62 | 22 | 34 | 5  | 1  | 244 | 299 | 50  |

- En gras : champion d'association
- En italique : qualifié pour les séries éliminatoires

### Meilleurs pointeurs
| Joueur             | Équipe                | PJ | B  | A  | Pts | Pun |
| ------------------ | --------------------- | -- | -- | -- | --- | --- |
| Marco Rossi        | 67's d'Ottawa         | 56 | 39 | 81 | 120 | 40  |
| Cole Perfetti      | Spirit de Saginaw     | 61 | 37 | 74 | 111 | 16  |
| Connor McMichael   | Knights de London     | 52 | 47 | 55 | 102 | 26  |
| Philip Tomasino    | Generals d'Oshawa     | 62 | 40 | 60 | 100 | 32  |
| Arthur Kaliyev     | Bulldogs de Hamilton  | 57 | 44 | 54 | 98  | 28  |
| Pavel Gogolev      | Storm de Guelph       | 63 | 45 | 51 | 96  | 66  |
| Joseph Garreffa    | 67's d'Ottawa         | 52 | 36 | 54 | 90  | 2   |
| Jack Quinn         | 67's d'Ottawa         | 62 | 52 | 37 | 89  | 32  |
| Austen Keating     | 67's d'Ottawa         | 58 | 32 | 57 | 89  | 10  |
| Nicholas Robertson | Petes de Peterborough | 46 | 55 | 31 | 86  | 40  |

### Meilleurs gardiens
| Gardien        | Équipe                | PJ | Min   | V  | D  | Pr. | DF | Bl | Moy  | %Arr |
| -------------- | --------------------- | -- | ----- | -- | -- | --- | -- | -- | ---- | ---- |
| Brett Brochu   | Knights de London     | 42 | 2 271 | 32 | 6  | 0   | 0  | 2  | 2,40 | 91,9 |
| Cedrick Andree | 67's d'Ottawa         | 43 | 2 529 | 32 | 9  | 0   | 1  | 4  | 2,42 | 91,6 |
| Nico Daws      | Storm de Guelph       | 38 | 2 254 | 23 | 8  | 3   | 3  | 5  | 2,48 | 92,4 |
| Hunter Jones   | Petes de Peterborough | 49 | 2 833 | 31 | 14 | 2   | 1  | 4  | 2,75 | 91,3 |
| Jacob Ingham   | Rangers de Kitchener  | 46 | 2 739 | 33 | 8  | 4   | 1  | 2  | 2,96 | 91,7 |

## Trophées LHO
| Coupe J.-Ross-Robertson, remis au vainqueur des séries éliminatoires :                                | Non décerné                                    |
| Trophée Hamilton Spectator, remis au champion de la saison régulière :                                | 67's d'Ottawa                                  |
| Trophée Bobby-Orr, remis au vainqueur de la finale de l'Association de l'Est :                        | Non décerné                                    |
| Trophée Wayne-Gretzky, remis au vainqueur de la finale de l'Association de l'Ouest :                  | Non décerné                                    |
| Trophée Emms, remis au champion de la Division Centrale en saison régulière :                         | Wolves de Sudbury                              |
| Trophée Leyden, remis au champion de la Division Est en saison régulière :                            | 67's d'Ottawa                                  |
| Trophée Holody, remis au champion de la Division Mid-Ouest en saison régulière :                      | Knights de London                              |
| Trophée Bumbacco, remis au champion de la Division Ouest en saison régulière :                        | Spirit de Saginaw                              |
| Trophée Red-Tilson, remis au meilleur joueur :                                                        | Marco Rossi (67's d'Ottawa)                    |
| Trophée Eddie-Powers, remis au meilleur pointeur :                                                    | Marco Rossi (67's d'Ottawa)                    |
| Trophée Matt-Leyden, remis au meilleur entraîneur :                                                   | André Tourigny (67's d'Ottawa)                 |
| Trophée Jim-Gregory, remis au directeur général de l'année :                                          | James Boyd (67's d'Ottawa)                     |
| Trophée Jim-Mahon, remis à l'ailier droit qui inscrit le plus de buts :                               | Arthur Kaliyev (Bulldogs de Hamilton)          |
| Trophée Max-Kaminsky, remis au meilleur défenseur :                                                   | Noel Hoefenmayer (67's d'Ottawa)               |
| Trophée Jim-Rutherford, remis au meilleur gardien :                                                   | Nico Daws (Storm de Guelph)                    |
| Trophée Jack-Ferguson, remis au premier choix de repêchage de la LHO :                                | Ty Nelson (Battalion de North Bay)             |
| Trophée Dave-Pinkney, remis aux gardiens de l'équipe ayant encaissé le moins de but :                 | Cedrick Andree et Will Cranley (67's d'Ottawa) |
| Trophée de la famille Emms, remis à la meilleure recrue :                                             | Shane Wright (Frontenacs de Kingston)          |
| Trophée F.-W.-« Dinty »-Moore, remis au gardien recrue ayant la plus basse moyenne de buts alloués :  | Brett Brochu (Knights de London)               |
| Trophée Dan-Snyder, remis au joueur ayant démontré la meilleure implication auprès de sa communauté : | Jacob Ingham (Rangers de Kitchener)            |
| Trophée William-Hanley, remis au joueur ayant le meilleur esprit sportif :                            | Nick Robertson (Petes de Peterborough)         |
| Trophée Leo-Lalonde, remis au meilleur joueur sur-âgé :                                               | Austen Keating (67's d'Ottawa)                 |
| Trophée Bobby-Smith, remis au meilleur joueur étudiant :                                              | Cole Perfetti (Spirit de Saginaw)              |
| Trophée Roger-Neilson, remis au meilleur joueur universitaire :                                       | Jacob Golden (Otters d'Érié)                   |
| Trophée Ivan-Tennant, remis au meilleur joueur de niveau High School :                                | Logan LeSage (Attack d'Owen Sound)             |
| Trophée Mickey-Renaud, remis au meilleur capitaine :                                                  | Ty Dellandrea (Firebirds de Flint)             |
| Trophée Tim-Adams :                                                                                   |                                                |
| Trophée Wayne-Gretzky 99, remis au meilleur joueur en série éliminatoire :                            | Non décerné                                    |

### Équipes d'étoiles
| Première équipe  | Première équipe       | Position | Deuxième équipe  | Deuxième équipe           |
| Joueur           | Équipe                | Position | Joueur           | Équipe                    |
| ---------------- | --------------------- | -------- | ---------------- | ------------------------- |
| Nico Daws        | Storm de Guelph       | G        | Jacob Ingham     | Rangers de Kitchener      |
| Jamie Drysdale   | Otters d'Érié         | D        | Kevin Bahl       | 67's d'Ottawa             |
| Noel Hoefenmayer | 67's d'Ottawa         | D        | Thomas Harley    | Steelheads de Mississauga |
| Arthur Kaliyev   | Bulldogs de Hamilton  | A        | Joseph Garreffa  | 67's d'Ottawa             |
| Nick Robertson   | Petes de Peterborough | A        | Cole Perfetti    | Spirit de Saginaw         |
| Marco Rossi      | 67's d'Ottawa         | A        | Connor McMichael | Knights de London         |